# Szártalan kankalin
A szártalan kankalin vagy guggonülő kankalin (Primula vulgaris) egy Magyarországon is őshonos, a kankalin nemzetségbe tartozó növényfaj. Észak-Afrikában, a Kaukázusban, Nyugat-Ázsiában, Európában él, Magyarországon a Dunántúlon nem ritka. Magyarországon védett növény, de kertekben is telepítik, és termeszthető is.
Régebben kulcsvirágnak is hívták, mert a középkori hiedelem szerint minden zárat kinyit.

## Megjelenése, felépítése

Szártalan kankalin

10–25 cm magas, lágyszárú növény. Visszás-tojásdad, 5–22 cm hosszú, vékony-ráncos lemezű levelei tőlevélrózsában állnak, fokozatosan a rövid, szárnyas nyélben keskenyednek, szélük kezdetben visszagöngyölt.
A 2,5–3 cm átmérőjű, kénsárga, csokros virágok magányosan állnak a tőkocsányok végén. A csészecimpák hegyesek, a sziromleveleken öt-öt narancssárga folt van. A párta csöve hengeres, hosszabb, mint a karimája. A virágokban sok a nektár, ezért előszeretettel gyűlnek rájuk a méhek és a korai citromlepkék. Március-áprilisban virágzik.
A kertészeti változatok virágai szinte bármilyen színűek lehetnek.
Termése toktermés. Olajos magvai ragacsos tapintásúak.

## Élőhelye
Üde gyertyán- és bükkelegyes erdőkben, szurdok- és ligeterdőkben.

## Felhasználása
Gyökerét köhögés elleni teákhoz keverik.
Dísznövénynek termesztik.